# Parapandanaspis reunioniensis
Parapandanaspis reunioniensis är en insektsart som beskrevs av Mamet 1967. Parapandanaspis reunioniensis ingår i släktet Parapandanaspis och familjen pansarsköldlöss.
Artens utbredningsområde är Réunion. Inga underarter finns listade i Catalogue of Life.